# Arie Luyendyk
Arie Luyendyk született nevén: Arie Luijendijk (Sommelsdijk, 1953. szeptember 21. –) holland autóversenyző, kétszeres Indianapolisi 500-as győztes. Övé a legjobb köridő az Indianapolis Motor Speedway-en, 37,616 másodperccel. (1996)

## Pályafutása
Luyendyk pályafutása az 1970-es években indult, holland nemzeti címek elnyerésével. 1977-ben megnyerte az európai Formula Vee bajnokságot, majd a Formula–3-ba igazolt át. Sikertelen évei után 1984-ben az Amerikai Egyesült Államokba költözött át, ahol azonnal megnyerte a Super Vee bajnokságot. Első Champ Car évadát 1985-ben kezdte. Megnyerte az év kezdőjének járó címet úgy a Champ Carban mint az Indianapolisi 500-ban. Első győzelmét viszont csak 1990-ben aratta. 1999-ben vonult visszavonult, majd 2001 és 2002-ben ismét részt vett az Indianapolisi 500-ban. 2003-ban ismét benevezett, de az időmérő során balesetet szenvedett így nem sikerült kvalifikálódnia. Fia Arie Luyendyk, Jr. szintén  pilóta.

## Eredményei

### CARTeredmények
| Év   | Csapat                 | 1       | 2       | 3        | 4        | 5       | 6       | 7       | 8       | 9       | 10      | 11      | 12      | 13      | 14      | 15      | 16      | 17      | Helyezés | Pontszám |
| ---- | ---------------------- | ------- | ------- | -------- | -------- | ------- | ------- | ------- | ------- | ------- | ------- | ------- | ------- | ------- | ------- | ------- | ------- | ------- | -------- | -------- |
| 1984 | Bettenhausen           | LBH     | PHX1    | INDY     | MIL      | POR     | MEA     | CLE     | MIS1    | ROA 8   | POC     | MDO     | SAN     | MIS2    | PHX2    | LS      | LVG     |         | 32       | 5        |
| 1985 | Bettenhausen           | LBG Ret | INDY 7  | MIL 17   | POR Ret  | MEA 10  | CLE 5   | MCH     | ROA 6   | POC     | MDO     | SAN Ret | MIS 15  | LAG Ret | PHO Ret | MIA 7   |         |         | 18       | 33       |
| 1986 | Bettenhausen           | PHX 6   | LBG Ret | INDY Ret | MIL 9    | POR     | MEA Ret | CLE Ret | TOR 6   | MIS Rer | POC Ret | MDO Ret | SAN     | MIS 13  | ROA 7   | LAG 10  | PHO Ret | MIA Ret | 17       | 29       |
| 1987 | Hemelgarn              | LBG 14  | PHX 3   | INDY Ret | MIL 4    | POR Ret | MEA 6   | CLE Ret | TOR 7   | MIS 5   | POC 4   | ROA 4   | MDO 11  | NAZ 4   | LAG 6   | MIA 11  |         |         | 7        | 98       |
| 1988 | Dick Simon Racing      | PHX 9   | LBH 10  | INDY 10  | MIL Ret  | POR 2   | CLE Ret | TOR Ret | MEA Ret | MIS Ret | POC Ret | MDO Ret | ROA Ret | NAZ 9   | LS Ret  | MIA Ret |         |         | 14       | 31       |
| 1989 | Dick Simon Racing      | PHX Ret | LBH 7   | INDY Ret | MIL Ret  | DET 6   | POR 3   | CLE 9   | MEA 7   | TOR Ret | MIS 6   | POC Ret | MDO 8   | ROA 4   | NAZ 13  | LS 9    |         |         | 10       | 75       |
| 1990 | Shierson Racing        | PHX 9   | LBH 7   | INDY 1   | MIL Ret  | DET 5   | POR 6   | CLE 6   | MEA 4   | TOR 5   | MIS Ret | DEN 13  | VAN Ret | MDO Ret | ROA 6   | NAZ Ret | LS 9    |         | 8        | 90       |
| 1991 | Granatelli Racing Team | SRF 9   | LBH 5   | PHX 1    | INDY 3   | MIL Ret | DET 3   | POR 7   | CLE 5   | MEA Ret | TOR Ret | MIS 2   | DEN Ret | VAN Ret | MDO 9   | ROA 5   | NAZ 1   | LS 8    | 6        | 134      |
| 1992 | Chip Ganassi Racing    | SRF     | PHX     | LBH      | INDY Ret | DET     | POR     | MIL     | NHA     | TOR     | MIS Ret | CLE     | ROA     | VAN     | MDO     | NAZ     | LS      |         | 41       | 0        |
| 1993 | Chip Ganassi Racing    | SRF 5   | PHX 6   | LBH 11   | INDY 2   | MIL Ret | DET Ret | POR 10  | CLE 10  | TOR Ret | MIS 3   | NHA Ret | ROA 9   | VAN Ret | MDO 5   | NAZ 8   | LS 3    |         | 8        | 90       |
| 1994 | Indy Regency Racing    | SRF Ret | PHX Ret | LBH 11   | INDY Ret | MIL 21  | DET 19  | POR 14  | CLE Ret | TOR Ret | MIC 2   | MDO 13  | NHA Ret | VAN 6   | ROA Ret | NAZ Ret | LS 6    |         | 17       | 34       |
| 1995 | Team Menard            | MIA     | SRF     | PHX Ret  | LBH      | NAZ     | INDY 7  | MIL     | DET     | POR     | ROA     | TOR     | CLE     | MIC     | MDO     | NHA     | VAN     | LS      | 26       | 6        |
| 1997 | Target Chip Ganassi    | MIA     | SRF     | LBH      | NZR      | RIO     | STL     | MIL     | DET     | POR     | CLE     | TOR     | MIS     | MDO     | ROA     | VAN     | LS      | FON Ret | 34       | 0        |

#### IndyCar Serieseredmények
| Év        | Csapat        | 1       | 2       | 3        | 4        | 5       | 6       | 7       | 8       | 9     | 10      | 11     | 12  | 13  | 14  | 15  | 16  | Helyezés | Pontszám |
| --------- | ------------- | ------- | ------- | -------- | -------- | ------- | ------- | ------- | ------- | ----- | ------- | ------ | --- | --- | --- | --- | --- | -------- | -------- |
| 1996      | Byrd/Treadway | WDW Ret | PHX     | INDY Ret |          |         |         |         |         |       |         |        |     |     |     |     |     | 7        | 75       |
| 1996-1997 | Treadway      | NWH 13  | LSV Ret | WDW Ret  | PHX Ret  | INDY 1  | TXS 1   | PPI Ret | CHR Ret | NH2 3 | LV2 Ret |        |     |     |     |     |     | 6        | 223      |
| 1998      | Treadway      | WDW 8   | PHX Ret | INDY Ret | TXS 13   | NWH 5   | DOV Ret | CHR 4   | PPI Ret | ATL 8 | TX2 Ret | LSV 1  |     |     |     |     |     | 8        | 227      |
| 1999      | Treadway      | WDW     | PHX     | INDY Ret | TXS      | PPI     | ATL     | DOV     | PP2     | LSV   | TX2     |        |     |     |     |     |     | 41       | 11       |
| 2001      | Treadway      | PHX     | HMS     | ATL      | INDY 13  | TXS     | PPI     | RIR     | KAN     | NSH   | KTY     | STL    | CHI | TX2 |     |     |     | 41       | 17       |
| 2002      | Treadway      | PHX     | HMS     | CAL      | NZR      | INDY 14 | TXS     | PPI     | RIR     | KAN   | NSH     | MIS 16 | KTY | STL | CHI | TX2 |     | 37       | 30       |
| 2003      | Mo Nunn       | HMS     | PHX     | MOT      | INDY Wth | TXS     | PPIR    | RIR     | KAN     | NSH   | MIS     | STL    | KTY | NZR | CHI | FON | TX2 | n/a      | 0        |

| Évek | Csapatok | Versenyek | Pole-pozíció | Győzelmek | Helyezés (Nem győzelem) | Top 10 (Nem helyezés) | Indianapolis 500 Győzelmek | Bajnokságok |
| ---- | -------- | --------- | ------------ | --------- | ----------------------- | --------------------- | -------------------------- | ----------- |
| 6    | 1        | 28        | 4            | 4         | 1                       | 4                     | 1 (1997)                   | 0           |

#### Indy 500eredmények
| Év   | Alváz   | Motor               | Start                     | Cél                       | Csapat       |
| ---- | ------- | ------------------- | ------------------------- | ------------------------- | ------------ |
| 1985 | Lola    | Cosworth            | 20                        | 7                         | Bettenhausen |
| 1986 | Lola    | Cosworth            | 19                        | 15                        | Bettenhausen |
| 1987 | March   | Cosworth            | 7                         | 18                        | Hemelgarn    |
| 1988 | Lola    | Cosworth            | 6                         | 10                        | Simon        |
| 1989 | Lola    | Cosworth            | 15                        | 21                        | Simon        |
| 1990 | Lola    | Chevrolet           | 3                         | 1                         | Shierson     |
| 1991 | Lola    | Chevrolet           | 14                        | 3                         | Granatelli   |
| 1992 | Lola    | Ford-Cosworth       | 4                         | 15                        | Ganassi      |
| 1993 | Lola    | Ford-Cosworth       | 1                         | 2                         | Ganassi      |
| 1994 | Lola    | Ilmor               | 8                         | 18                        | Indy Regency |
| 1995 | Lola    | Menard-Buick        | 2                         | 7                         | Team Menard  |
| 1996 | Reynard | Ford-Cosworth       | 20                        | 16                        | Treadway     |
| 1997 | G-Force | Comptech Oldsmobile | 1                         | 1                         | Treadway     |
| 1998 | G-Force | Comptech Oldsmobile | 28                        | 20                        | Treadway     |
| 1999 | G-Force | Comptech Oldsmobile | 1                         | 22                        | Treadway     |
| 2001 | G-Force | Comptech Oldsmobile | 6                         | 13                        | Treadway     |
| 2002 | G-Force | Chevrolet           | 24                        | 14                        | Treadway     |
| 2003 | G-Force | Toyota              | a pilóta Alex Barron volt | a pilóta Alex Barron volt | Mo Nunn      |